# Kristin Bauer
Kristin Bauer van Straten, nascida com o nome de Kristin Neubauer (Racine, 26 de novembro de 1966), é uma atriz de cinema e televisão dos Estados Unidos. É muito conhecida devido à interpretação de Pam em True Blood e Malévola em Once Upon a Time.

## Biografia
Seu pai foi um colecionador de armas, e sua mãe foi uma dona de casa, envolvida com instituições de caridade. Na infância ela praticava esportes, e como seu pai, montava cavalos.
Bauer estudou artes plásticas na Universidade de Washington em St. Louis, bem como em Boston e Nova York (na Parsons The New School for Design), mas decidiu se tornar uma atriz e se mudou para Los Angeles, onde vive desde que começou sua carreira, em 1994. Ela continua desenhando e pintando. Suas obras incluem encomendas de retratos.
Em 1 de agosto de 2009, Bauer se casou com o músico sul-africano Abri van Straten, do grupo The Lemmings, na fazenda de sua família, no Wisconsin.

## Carreira de atriz
Iniciou sua carreira em 1994, em uma série de televisão, como Maggie Reynolds em The Crew. Outros papéis que ela desempenhou, incluem: Genebra Renault em Total Security, Candy Cooper em That's Life, Rebecca Colfax em Dirty Sexy Money, e Belinda Slypich em Hidden Hills.
Um de seus papéis mas conhecidos em filmes, foi em As Divas do Blue Iguana, em 2000. No filme, Bauer era uma estrela pornô de Los Angeles. Em 2001 ela estrelou o premiado curta-metragem Room 302 e em 2004 ela teve um papel secundário em 50 First Dates, estrelado por Adam Sandler. Na série animada Liga da Justiça, ela fez a voz da super-heroína Mera.
Ela também fez aparições em vários programas de televisão, entre eles: LA Law, Seinfeld, Everybody Loves Raymond, Dark Angel, Two and a Half Men, Star Trek: Enterprise, CSI: Crime Scene Investigation, Desperate Housewives, e na série de televisão George Lopez. Ela apareceu no "The Bizarro Jerry" em Seinfeld, como Gillian, a namorada de Jerry.
Um dos papéis mais marcantes de Bauer foi o da vampira Pam na série True Blood da HBO. Em 8 de dezembro de 2009, a TVGuide.com confirmou Kristin como atriz da série.
Ela também fez uma participação na série de televisão Once Upon a Time como a malvada Malévola, onde atuou em dois episódios da primeira temporada. Em 2014, foi confirmada novamente como a vilã, e fará participação regular na metade da quarta temporada da série.

## Ativismo
Em 2011, Kristin se juntou ao Fundo Legal de Defesa Animal na luta para libertar Tony, um tigre-de-bengala siberiano, de 10 anos de idade, que passou a vida inteira na Tiger Truck Stop em Grosse Tete, Louisiana.

## Filmografia

### Filmes
| Ano  | Título                                 | Personagem         | Notas          |
| ---- | -------------------------------------- | ------------------ | -------------- |
| 1995 | Galaxis                                | Commander          |                |
| 1995 | Glory Daze                             | Dina               |                |
| 1997 | Romy and Michele's High School Reunion | Kelly              |                |
| 1998 | My Little Havana                       | Carmen             | Curta-metragem |
| 2000 | Dancing at the Blue Iguana             | Nico               |                |
| 2001 | Hollywood Palms                        | Kathleen           |                |
| 2001 | Room 302                               | Karen              | Curta-metragem |
| 2004 | 50 First Dates                         | Female Firefighter |                |
| 2004 | Living with Lou                        | Jean               | Curta-metragem |
| 2005 | Life of the Party                      | Caroline           |                |
| 2011 | Subject: I Love You                    | Sarah Drake        |                |
| 2012 | Gotten                                 | Mother             | Curta-metragem |
| 2012 | The Story of Luke                      | Cindy              |                |
| 2014 | Teen Lust                              |                    |                |

### Televisão
| Ano       | Título                                       | Personagem                  | Notas                                                                                 |
| --------- | -------------------------------------------- | --------------------------- | ------------------------------------------------------------------------------------- |
| 1994      | L.A. Law                                     | Miss English                | Episódio: "McKenzie, Brackman, Barnum & Bailey"                                       |
| 1994      | Columbo                                      | Suzie Endicott              | Episódio: "Undercover"                                                                |
| 1994      | Lois & Clark: The New Adventures of Superman | Mrs. Loomis                 | Episódio: "The Prankster"                                                             |
| 1994      | Silk Stalkings                               | Heather St. Clair           | Episódio: "Red Flag"                                                                  |
| 1995      | Cybill                                       | Kirsten                     | Episódio: "The Curse of Zoey"                                                         |
| 1995      | Pointman                                     | Ellie                       | Episódios: "That's Amore", "Father Connie" e "Business and Pleasure"                  |
| 1995–96   | The Crew                                     | Maggie Reynolds             | Elenco regular (21 episódios)                                                         |
| 1996      | Seinfeld                                     | Gillian                     | Episódio: "The Bizarro Jerry"                                                         |
| 1997      | Everybody Loves Raymond                      | Lisa                        | Episódio: "The Car"                                                                   |
| 1997      | Men Behaving Badly                           | Robin                       | Episódio: "I Am What I Am"                                                            |
| 1997      | Total Security                               | Geneva Renault              | Elenco regular (13 episódios)                                                         |
| 1998      | Fantasy Island                               | Tamara Stevens              | Episódio: "Estrogen"                                                                  |
| 1998      | Chicago Hope                                 | Melody Cacaci               | Episódio: "Viagra-Vated Assault"                                                      |
| 2000      | Kiss Tomorrow Goodbye                        | Katy Scott                  | Filme para TV                                                                         |
| 2000      | Dark Angel                                   | Lydia Meyerson              | Episódio: "Pilot"                                                                     |
| 2000–01   | That's Life                                  | Candy Cooper                | Elenco recorrente (12 episódios)                                                      |
| 2001      | Dharma & Greg                                | Stephanie                   | Episódio: "Dharma Does Dallas"                                                        |
| 2001      | Just Shoot Me!                               | Allie                       | Episódios: "At Long Last Allie" e "Finch in the Dogg House"                           |
| 2001      | Justice League                               | Mera / Various (voice)      | Episódio: "The Enemy Below: Parts 1 & 2"                                              |
| 2002      | Boomtown                                     | Prostitute                  | Episódio: "Pilot"                                                                     |
| 2002      | Hidden Hills                                 | Belinda Slypich             | Elenco recorrente (10 episódios)                                                      |
| 2003      | Gary the Rat                                 | Unknown (voice)             | Episódio: "Manrattan"                                                                 |
| 2003      | Two and a Half Men                           | Laura                       | Episódios: "Pilot" e "Most Chicks Won't Eat Veal: Original Pilot"                     |
| 2003      | Justice League                               | Mera (voice)                | Episódio: "The Terror Beyond: Parts 1 & 2"                                            |
| 2004      | Dr. Vegas                                    | Portia                      | Episódio: "Pilot"                                                                     |
| 2004      | Commando Nanny                               | Lizzie Winter               | Série de televisão                                                                    |
| 2004      | Quintuplets                                  | Ms. Kilcoyne                | Episódio: "Teacher's Pet"                                                             |
| 2004      | Crossing Jordan                              | Molly Greene                | Episódio: "Fire in the Sky"                                                           |
| 2005      | Crazy                                        | Unknown                     | Filme para TV                                                                         |
| 2005      | JAG                                          | Megan Ransford              | Episódio: "Automatic for the People"                                                  |
| 2005      | Star Trek: Enterprise                        | Lt. Laneth                  | Episódio: "Divergence"                                                                |
| 2005      | Less than Perfect                            | Kaye Buchinski              | Episódio: "Casey V. Kronsky"                                                          |
| 2005      | Close to Home                                | Shannon Cooke               | Episódio: "Suburban Prostitution"                                                     |
| 2005      | CSI: Crime Scene Investigation               | Kenli Johnson               | Episódio: "Secrets & Flies"                                                           |
| 2005      | Boston Legal                                 | Tori Pines                  | Episódio: "The Ass Fat Jungle"                                                        |
| 2006      | Pink Collar                                  | Eve                         | Filme para TV                                                                         |
| 2006      | Crossing Jordan                              | Molly Greene                | Episódio: "Death Toll"                                                                |
| 2006      | Desperate Housewives                         | Veronica                    | Episódio: "Could I Leave You?"                                                        |
| 2006      | Cold Case                                    | Paula '04/'06               | Episódio: "The War at Home"                                                           |
| 2007      | George Lopez                                 | Cris Watson                 | Episódio: "George Joins the Neighborhood Wha-tcha and Raises the Vigil-ante"          |
| 2007      | Dirty Sexy Money                             | Rebecca Colfax              | Episódios: "The Lions" e "The Italian Banker"                                         |
| 2007      | Bones                                        | Janelle Stinson             | Episódio: "Boy in the Time Capsule"                                                   |
| 2008      | Emily's Reasons Why Not                      | Bethany                     | Episódio: "Why Not to Cheat on Your Best Friend"                                      |
| 2008–14   | True Blood                                   | Pamela Swynford De Beaufort | Elenco recorrente, temporadas 1-2; Elenco regular, temporadas 3-7 (59 episódios)      |
| 2009      | House Rules                                  | Kathy McAdams               | Filme para TV                                                                         |
| 2009      | Private Practice                             | Susanna                     | Episódio: "Pushing the Limits"                                                        |
| 2009      | Three Rivers                                 | Val O'Leary                 | Episódio: "Where We Lie"                                                              |
| 2010      | Justified                                    | Shirley Kelso               | Episódio: "Riverbrook"                                                                |
| 2010      | A Drop of True Blood                         | Pamela Swynford De Beaufort | Episódio: "Eric & Pam"                                                                |
| 2010–13   | The Secret Life of the American Teenager     | Didi Stone                  | Elenco recorrente (11 episódios)                                                      |
| 2011      | The Soup                                     | Pam                         | Episódio: "8.25"                                                                      |
| 2011/2015 | Once Upon a Time                             | Malévola                    | Episódios: "The Thing You Love Most" , "A Land Without Magic" e "Heroes and Villains" |
| 2013      | Once Upon a Time in Wonderland               | Malévola (voz)              | Episódio: "Forget Me Not"                                                             |